# Бригинець Юлія Володимирівна
Юлія Володимирівна Бригинець (укр. Юлія Бригінець; нар. 15 грудня 1993 року) — колишня українська біатлоністка.

## Кар'єра
Почала займатися біатлоном у 2005 році. Член збірної з 2010 року. Тренери — С. Л. Ворчак і А. В. Ворчак.
На юнацьких чемпіонатах світу ставала чемпіонкою (2012) і двічі віце-чемпіонкою (2011, 2013) у естафеті.
Дворазовий срібний призер чемпіонатів світу з літнього біатлону в естафеті.
У 2014 році стала чемпіонкою Європи в естафеті серед юніорів.
Бронзовий призер Універсіади 2015 у змішаній естафеті.